# Julio Ardiles Gray
Julio Ardiles Gray (Monteros, Tucumán, 6 de mayo de 1922-Buenos Aires, 19 de agosto de 2009) fue un escritor argentino que incursionó en el periodismo.

## Trayectoria
Junto con Eneas Diaz fue uno de los fundadores del movimiento cultural tucumano "La Carpa" con su libro de poemas Tiempo deseado (1944). Este movimiento aglutinó a grandes poetas del noroeste argentino como Raúl Galán, María Adela Agudo, María Elvira Juárez, y Manuel J. Castilla, entre otros, durante la década de 1940. 
Su novela El inocente fue llevada al cine por el productor Jorge Piwowarski.
Ardiles Gray se recibió de maestro en 1939 y ejerció la docencia en escuelas públicas de San Juan y de Tucumán. Además de la docencia, durante su extensa carrera se dedicó al periodismo, a la literatura, a la dramaturgia y a la actividad política.
En el periódico La Gaceta se desempeñó como jefe de Teatro y Cine durante las décadas del 50 y del 60. 
En 2004, la Universidad Nacional de Tucumán (UNT) lo distinguió como doctor honoris causa en reconocimiento de su vasta trayectoria periodística y literaria.

## Periodista
Comenzó trabajando para el diario La Gaceta de Tucumán como comentarista de películas y provocó una gran innovación en los años 40. 
En Buenos Aires, ejerció el periodismo y fue secretario general de la revista Primera Plana y redactor del diario La Opinión.
Sobre el final de su vida, hizo reseñas de libros en el suplemento literario de La Gaceta de Tucumán.

## Obras
- 1944 Tiempo deseado (cuento)
- 1950 Cánticos terrenales (poesía)
- 1951 Elegía (narrativa)
- 1952 La grieta (narrativa)
- 1956 Los amigos lejanos (narrativa)
- 1957 Los médanos ciegos (narrativa)
- 1964 El inocente (narrativa)
- 1964 Cuentos amables, nobles y memorables (narrativa)
- 1968 Las puertas del paraíso (narrativa)
- 1970 Vecinos y parientes (teatro)[2]